# 涪西镇
涪西镇，是中华人民共和国四川省遂宁市射洪市下辖的一个乡镇级行政单位。

## 行政区划
涪西镇下辖以下地区：
回龙社区、回龙村、园山村、双柏村、万水村、凤凰村、椿芽村、石桥湾村、全义村、拱桥村、四方村、斑竹村、活水村、垮岩山村、观音村、鲤鱼村和玉龙村。